# サン・シティ (曲)
「サン・シティ」（Sun City）は、アメリカ合衆国のミュージシャン、リトル・スティーヴンことスティーヴ・ヴァン・ザントを中心としたプロジェクト「アパルトヘイトに反対するアーティストたち」が1985年に発表した楽曲。シングルとして発表された後、アルバム『サン・シティ』（1985年）にも収録された。南アフリカ共和国のアパルトヘイトを批判した内容の歌で、タイトルは南アフリカ共和国の白人専用のリゾート、サン・シティ（1985年当時はボプタツワナに属していた）に由来している。

## 解説
スティーヴ・ヴァン・ザントは、ロサンゼルスの映画館でピーター・ガブリエルの曲「ビコ」（南アフリカの人権運動家、スティーヴ・ビコを題材とした曲）が流れているのを聴き、この曲のメッセージに惹かれて、当初は自分のソロ・アルバムのために「サン・シティ」を書き始めた。その当時、国際連合がボイコットを呼びかけていたにもかかわらず、アメリカの著名なミュージシャンが巨額の報酬を目当てにサン・シティで演奏することが多くなっていたため、ヴァン・ザントはそうしたミュージシャンを名指しにすることも考えていたという。
曲をリリースするにあたり、ヴァン・ザントは曲のパブリシティについて考え始めた。当時バンド・エイド（1984年）やUSAフォー・アフリカ（1985年）の成功を見ていた彼は、この曲も自分の名前で発表するより、オールスターが参加したシングルとして発表した方が、はるかにメディアの注意を惹きつけられると考えた。そして彼の呼びかけにより、ヴァン・ザントと共に活動していたブルース・スプリングスティーン、バンド・エイドの発起人であるボブ・ゲルドフを含む、ロック、ジャズ、ヒップホップ、レゲエ、アフリカ音楽等、様々なジャンルのミュージシャンが集結。しかし、一部の参加アーティストやレコード会社は、歌詞の中で他のミュージシャンを名指しで攻撃することに難色を示し、その部分は最終的にカットされた。
完成した歌詞は、黒人がバントゥースタン（ホームランド）へ強制移住させられていることや、黒人に選挙権が認められていない問題等に言及して、「サン・シティでは演奏するものか!」という内容のサビに至る。そして、ヴァン・ザントとアーサー・ベイカーの共同プロデュースにより本作が完成した。なお、ヴァン・ザントはイントロにマイルス・デイヴィスの演奏を数秒間入れようとしたところ、マイルスはなんと7分間も演奏し、「マイルスの演奏を6分も捨てることはできない」という思いからハービー・ハンコック、トニー・ウィリアムス、ロン・カーターと共にジャズ・ヴァージョンをまとめ上げて、アルバム『サン・シティ』に「The Struggle Continues」という曲名で収録した。
本シングルによるアーティストの収益は、公益信託「The Africa Fund」に寄付された。

## 反響
ヨーロッパではオランダのシングル・チャートで3週連続4位を記録した他、スウェーデンやスイスなどいくつかの国々でトップ10入りを果たすなど健闘した。その反面、アメリカではミュージック・ビデオがMTVでヒットしたものの、ラジオでのオンエアが振るわず、チャートも最高38位にとどまるなど大ヒットには至らなかった。原因は、メッセージ性の強いこの曲を流すことがラジオ局の現場で受け入れられなかったことのほか、当時の全米トップ40のフォーマットにそぐわない攻撃的なラップを含む内容のためではないかという意見があり、ヴァン・ザント自身も「典型的なヒット・シングルの手法を取ったレコードではない」と語っている。
2010年、『タイム』誌が選出した「トップ10プロテスト・ソング」において、「サン・シティ」もその1つに選ばれた。

## ミュージック・ビデオ
この曲のミュージック・ビデオは、元10ccのケヴィン・ゴドレイとロル・クレームのコンビに、ジョナサン・デミとハート・ペリーを加えた4人が監督した。この曲は、アメリカのラジオ局でヒットしなかったにもかかわらず、ミュージック・ビデオがMTV等で盛んに流されたことで、人々の意識とレコードの売り上げの両方が高まっていった。
ミュージック・ビデオはグラミー賞最優秀長編ミュージック・ビデオ賞にノミネートされた。

## フィーチャリング・アーティスト
日本盤12インチ・シングル（東芝EMI、S14-123）の裏ジャケットを元に作成。
- アフリカ・バンバータ
- レイ・バレット（英語版）
- スティヴ・ベーターズ
- パット・ベネター
- ビッグ・ユース（英語版）
- ルーベン・ブラデス
- カーティス・ブロウ
- ボノ
- デューク・ブーティ
- ジャクソン・ブラウン
- ロン・カーター
- クラレンス・クレモンズ
- ジミー・クリフ
- ジョージ・クリントン
- マイルス・デイヴィス
- ウィル・ダウニング
- ボブ・ディラン
- ファット・ボーイズ
- ピーター・ガブリエル
- ピーター・ギャレット
- ボブ・ゲルドフ
- ダリル・ホール
- ハービー・ハンコック
- ノナ・ヘンドリックス（英語版）
- リントン・クウェシ・ジョンソン
- スタンリー・ジョーダン

- カシーフ
- エディ・ケンドリック
- リトル・スティーヴン（スティーヴ・ヴァン・ザント）
- ダーレン・ラヴ
- マロポエッツ
- グランドマスター・メリー・メル
- マイケル・モンロー
- ジョン・オーツ
- Sonny Okosun
- ボニー・レイット
- ジョーイ・ラモーン
- ルー・リード
- デヴィッド・ラフィン
- Run-D.M.C.
- スコーピオ
- ギル・スコット・ヘロン
- シャンカール
- ブルース・スプリングスティーン
- ザック・スターキー
- リンゴ・スター
- ティナ・B
- ピート・タウンゼント
- ヴィア・アフリカ
- トニー・ウィリアムス
- ピーター・ウルフ
- ボビー・ウーマック